# Metro v Moskvě
Metro v Moskvě neboli Moskevské metro (rusky Московский метрополитен) tvoří síť patnácti, většinou podzemních, linek metra pod hlavním městem Ruské federace, Moskvou a městem Krasnogorsk ležícím v Moskevské oblasti. Otevřené bylo roku 1935. Do r. 1957 neslo název Metropoliten imeni Kaganoviča (Метрополитен имени Кагановича), mezi lety 1957 až 1992 pak Moskevské metro V. I. Lenina (Московский метрополитен имени В. И. Ленина). Patří k jednomu z nejrozsáhlejších systémů tohoto druhu a je základní páteří celé dopravy ve městě. Je to druhé nejvytíženější metro na světě po metru v Tokiu.

## Rozsah sítě

Mapa moskevského metra

Celý systém metra má délku 415,6 km se 238 stanicemi na šestnácti linkách (v roce 2022). Během každého pracovního dne přepraví podzemní dráha mezi osmi až devíti miliony lidí (tedy zhruba tolik, kolik ve městě samotném žije lidí). Vlastníkem metra je ruský stát. Jednotlivé linky mají svůj název, barvu a od 90. let i číslo. Většina z nich spojuje okraje města přes jeho centrum, s výjimkou linky 5 (Kolcevaja). Ta je okružní a slouží hlavně k propojení všech tras – veškeré stanice, které se na ní nacházejí, jsou přestupní, většinou mezi dvěma, ale někdy i mezi 5 trasami. Další z linek, která není stejného typu jako ostatní, je první s názvem Kachovskaja, což je oddělená kláda původně druhé (Zamoskvorecké) linky, jež se v budoucnu stane součástí Třetího přestupního okruhu.

## Konstrukce

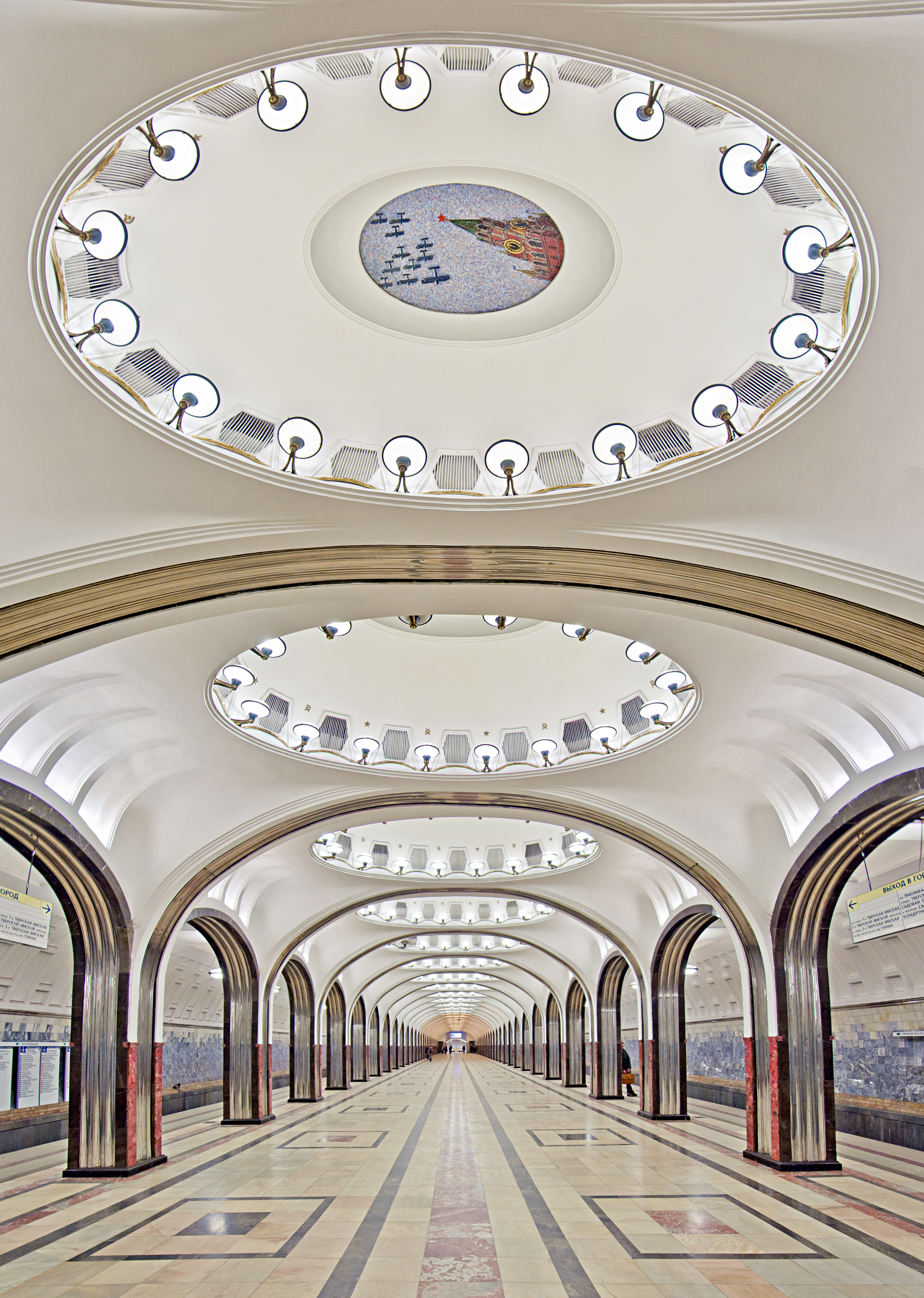
Stanice Majakovskaja otevřená v roce 1938

### Systém
Většina úseků jednotlivých tras vede pod zemí, některé krátké, převážně na okraji metropole, jsou ale nadzemní (jedná se hlavně o mosty přes řeky). Technologie, jež byly při výstavbě použity, jsou podobné jako například v Praze nebo v Kyjevě a v Moskvě samotné se vyvíjejí již od 30. let 20. století.
Pod centrem města jsou tunely ražené a stanice většinou trojlodní, založené hluboko pod zemí. S povrchem je spojují šikmé eskalátorové tunely. Naopak v úsecích na sídlištích jsou tunely metra umístěny mělce pod zemí a hloubené; tomu rovněž odpovídá i ráz stanic. Nová sídliště totiž již byla budována spolu s metrem, kterému se nestavily do cesty téměř žádné překážky, na rozdíl od centra města, jehož podzemí bylo a je plné různých inženýrských sítí. Svou roli též sehrála koncepce metra jako protiatomového krytu.

### Stanice
Architektonické ztvárnění stanic, hlavně těch nejstarších ze 30., 40. a 50. let minulého století, odpovídá velmi honosnému stylu tehdejší doby. Stanice byly obkládány dekorativními kameny, jako je mramor či žula, prostupy zdobily často mozaiky či reliéfy. Hlavními tématy bylo budování komunismu, ale též i zemědělství, nebo obrana státu. Dnes je moskevské metro považováno za jednu z nejlepších ukázek architektury socialistického realismu.
Na rozdíl od jiných měst je v Moskevském metru relativně velká vzdálenost mezi stanicemi; průměr činí 1800 m, nejkratší je mezi stanicemi Dělovoj centr a Meždunarodnaja (496,8 m), nejdelší úsek pak je na sedmé lince mezi stanicemi Tekstilščiki a Volgogradskij prospekt (3,413 km). Díky tomu je zde též i relativně vysoká průměrná cestovní rychlost (pohybuje se mezi 41 až 43 km/h).

### Eskalátory

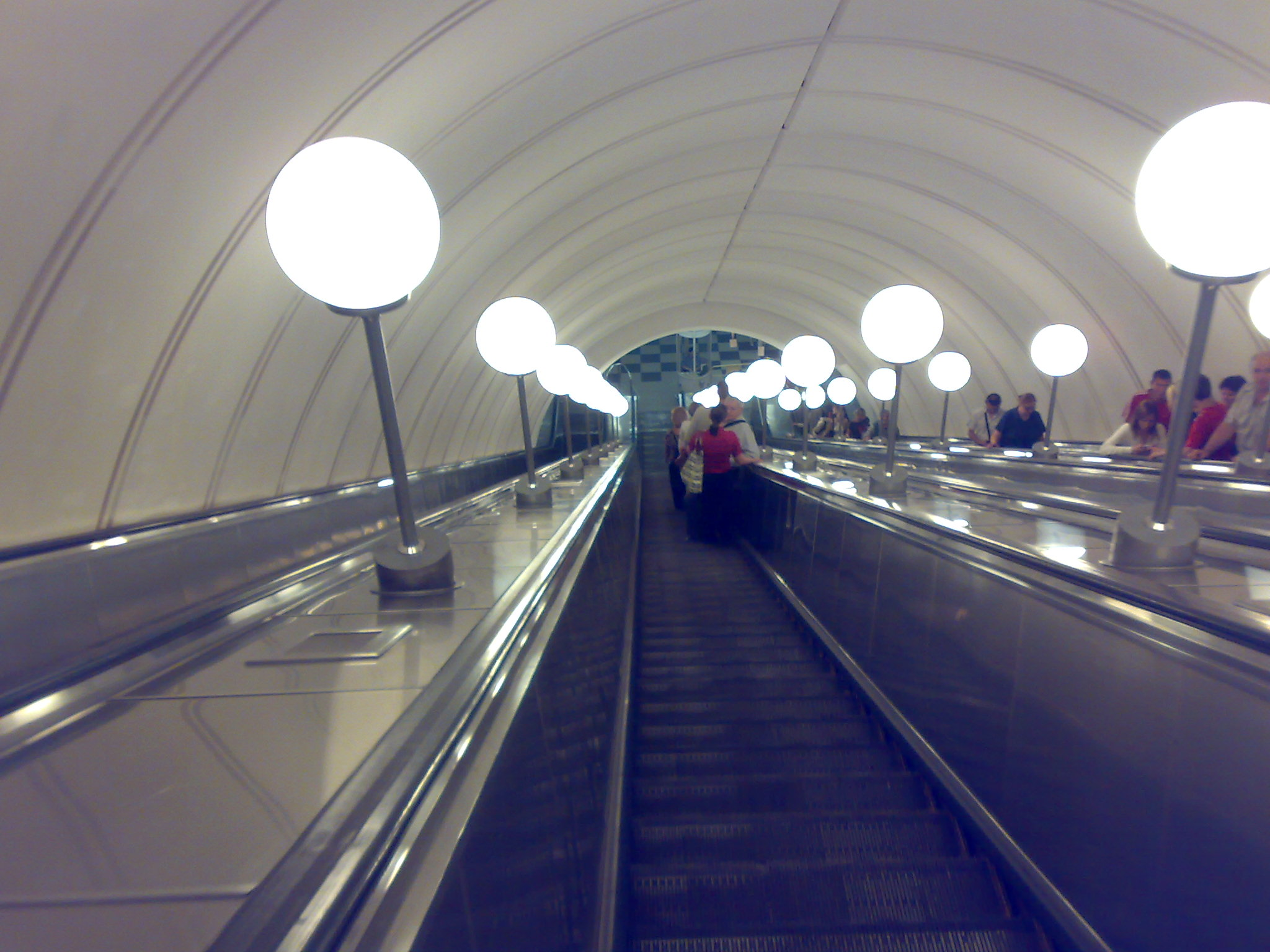
Stanice Park Pobedy leží 84m pod zemí a má nejdelší eskalátory v Evropě

Eskalátory jsou jedním z nejdůležitějších prvků Moskevského metra, fungují již od jeho začátku. V celé síti je jich celkem 544, jedná se o 29 různých typů (pouze 50 % z nich ale vyhovuje současným náročným provozním podmínkám). I proto také bývají eskalátory v nejstarších stanicích pod centrem města vyměňovány; rekonstrukce probíhají již od 70. let 20. století, kdy byly zaváděny do stanic i v jiných zemích známé schody typu ET. V některých dalších stanicích však zatím ještě k výměně nedošlo; a to i přesto, že ty provozované jsou již více než 50 let staré Rekonstrukce jsou časově velmi náročné; výměna znamená uzavření někdy i celé stanice na dobu devíti měsíců až roku a půl, v případě že se opravují přestupní eskalátory dochází k ztížení přestupu, což vede na velmi vytížených klíčových stanicích ke kritickým situacím.

### Křížení linek
Křížení mezi linkami je provedeno většinou mimoúrovňově; stanice se tak nacházejí nad sebou (každá linka má své nástupiště) a cestující mezi nimi přestupují speciálně vyraženými chodbami, které mnohdy tvoří velmi spletité sítě. V mnoha případech mají konkrétní části přestupní stanice na každé lince jiný název.
Pro potřeby přejezdů vlaků mezi jednotlivými linkami existují manipulační spojky; a to jak jednokolejné, tak i dvoukolejné (jednokolejné však převažují). Většina manipulačních spojek vychází z Kolcevské linky na trasy radiální, mnohé manipulační spojky jsou však například pozůstatky dřívějšího a dnes již zrušeného vedení linek (např. spojka u stanice Aleksandrovskij sad mezi první a čtvrtou linkou).

## Linkové vedení
| # | Název                                                          | Otevřeno od | Délka    | Počet stanic |
| - | -------------------------------------------------------------- | ----------- | -------- | ------------ |
|   | Sokolničeskaja (rusky Соко́льническая)                          | 1935        | 41,52 km | 26           |
|   | Zamoskvoreckaja (rusky Замоскворе́цкая)                         | 1938        | 42,9 km  | 24           |
|   | Arbatsko-Pokrovskaja (rusky Арба́тско-Покро́вская)               | 1938        | 45,0 km  | 22           |
|   | Filjovskaja (rusky Филёвская)                                  | 1958        | 14,9 km  | 17           |
|   | Kolcevaja (rusky Кольцева́я)                                    | 1950        | 19,2 km  | 12           |
|   | Kalužsko-Rižskaja (rusky Калу́жско-Ри́жская)                     | 1958        | 37,9 km  | 24           |
|   | Tagansko-Krasnopresněnskaja (rusky Тага́нско-Краснопре́сненская) | 1966        | 42,3 km  | 23           |
|   | Kalininskaja (rusky Кали́нинская)                               | 1979        | 16,3 km  | 8            |
|   | Solncevskaja (rusky Солнцевская)                               | 1979        | 30,9 km  | 14           |
|   | Serpuchovsko-Timirjazevskaja (rusky Серпухо́вско-Тимиря́зевская) | 1983        | 41,47 km | 25           |
|   | Ljublinsko-Dmitrovskaja (rusky Любли́нско-Дми́тровская)          | 1995        | 43,9 km  | 26           |
|   | Bolšaja kolcevaja (rusky Большая кольцевая)                    | 1995        | 62,5 km  | 31           |
|   | Butovskaja (rusky Бу́товская)                                   | 2003        | 10 km    | 7            |
|   | Někrasovskaja (rusky Некрасовская)                             | 2019        | 14 km    | 8            |
|   | Celkem:                                                        |             | 460,5 km | 263          |

Linkové vedení se často měnilo. Krátce po zahájení provozu metra byla mírně upravena linka 1 (změnila se její jižní konečná, zrušena byla větev), do opuštěného úseku se naopak zavedla linka Arbatsko-Pokrovskaja. Do přelomu 80. a 90. let 20. století se také nepoužívalo označení jednotlivých linek čísly. Ta se poprvé objevila v plánu sítě z roku 1992. Tehdy byla Filjovská linka značená číslem 10; všechny linky od třetí výše tak byly označeny číslem o jednu méně v porovnání s dnešním stavem (Kolcevaja čtyřkou apod.) Důvodem této úpravy je fakt, že třetí a čtvrtá linka se svým významem z velké části překrývají. Stejně jako v nynější době, tak i plánovaně, měly a budou mít vždy jistý společný úsek vedený v jedné trase. Současný systém číslování se tak používá až zhruba od let 1995/1996 – v tomto období vznikly linky Ljublinskaja a Kachovskaja – poté se již další nové nevybudovaly. Přesto však se zkoušely i další změny (označení linek 3 a 4 jako 3 a 3a), ty se ale neujaly.

## Historie

### 1900–1932: První plány a projekty
| 1935 | 11,2 km  | 13  |
| 1940 | 23,6 km  | 22  |
| 1945 | 37 km    | 29  |
| 1950 | 43,5 km  | 35  |
| 1955 | 58,8 km  | 41  |
| 1960 | 77,5 km  | 56  |
| 1965 | 113,5 km | 75  |
| 1970 | 136 km   | 87  |
| 1975 | 168,5 km | 104 |
| 1980 | 188 km   | 116 |
| 1985 | 208,5 km | 129 |
| 1990 | 231,2 km | 143 |
| 1995 | 256,5 km | 156 |
| 2000 | 264 km   | 161 |
| 2005 | 278,3 km | 171 |
| 2007 | 282 km   | 173 |
| 2010 | 301 km   | 182 |
| 2011 | 305 km   | 185 |
| 2012 | 313 km   | 188 |
| 2013 | 318 km   | 190 |
| 2014 | 328 km   | 196 |
| 2015 | 329 km   | 198 |
| 2016 | 339 km   | 203 |
| 2017 | 346 km   | 206 |
| 2018 | 381 km   | 224 |

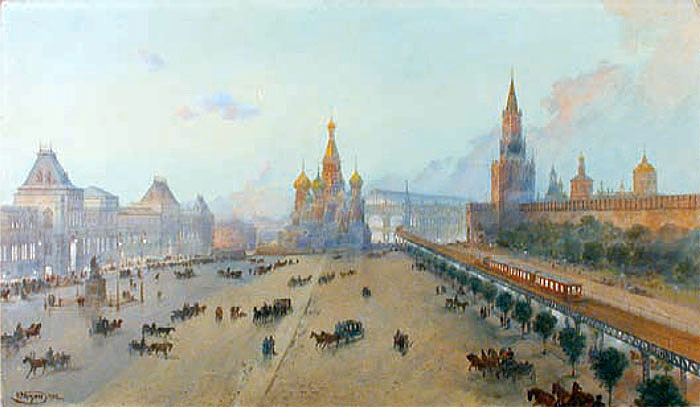
První projekty metra počítaly například se stavbou nadzemní dráhy na Rudém náměstí

První plány na výstavbu podzemní dráhy v Moskvě pocházejí ze začátku 20. století. Tratě měly být založené mělce, místy i na povrchu. V plánu bylo i přemostění Rudého náměstí. Počítalo se také se zahraniční účastí, což bylo následně odmítnuto. Roku 1912 nečekaně schválila Duma (ruský parlament) koncepci výstavby tří linek podzemní dráhy, realizaci však zhatila první světová válka a následná občanská válka.
Po ustanovení Moskvy jako hlavního města země došlo opět k oživení myšlenky podzemní dráhy. Metro mělo být vybudováno v rámci socialistické přestavby města, kterou zamýšlel Lenin spolu se svými nejbližšími spolupracovníky. Roku 1922 se téměř mohlo začít kopat, ukázalo se však, že celý systém je příliš stavebně složitý pro zemi zničenou občanskou válkou.

### 1932–1935: Výstavba
K realizaci se přistoupilo nakonec až roku 1932. Autorem těchto uskutečněných plánů byl Stalinovi blízký politik Lazar Kaganovič (po něm také nesla síť do roku 1955 jméno, od té doby až do roku 1992 pak byla pojmenována po Leninovi).
Při tvorbě celkového architektonického ztvárnění prvních úseků metra byl odmítnut modernistický přístup, jejž reprezentovali autoři Vladimir Tatlin a Konstantin Melnikov. Projektanti se inspirovali systémy podzemních drah v různých městech (například v Londýně), vzniklo tak pouze malé množství zcela originálně provedených stanic.
Budování metra byla velká událost, do níž bylo zapojeno na 500 různých firem. Vybráni byli ti nejlepší z celé země, dovezen byl nejkvalitnější mramor (na první úsek červené linky celkem 70 000 m² mramoru v různých odstínech), spousta kovu, skla, keramiky a uměleckých děl. Celý projekt měl velmi vysokou prioritu, jednalo se o otázku národní prestiže. Do práce byl též povolán i Komsomol (sovětská mládežnická organizace; po něm byla pojmenována i jedna ze stanic – Komsomolskaja). Betonování obstarávali lidé, kteří měli zkušenosti s budováním velkých přehrad a ti, kdo měli dost zkušeností s ražbou dolů. Na celém mamutím projektu pracovali specialisté z Německa. Některé stanice získaly mezinárodní obdiv; jejich modely obdržely vysoká hodnocení na mezinárodních výstavách.

### 1935–1941: Otevírání prvních úseků

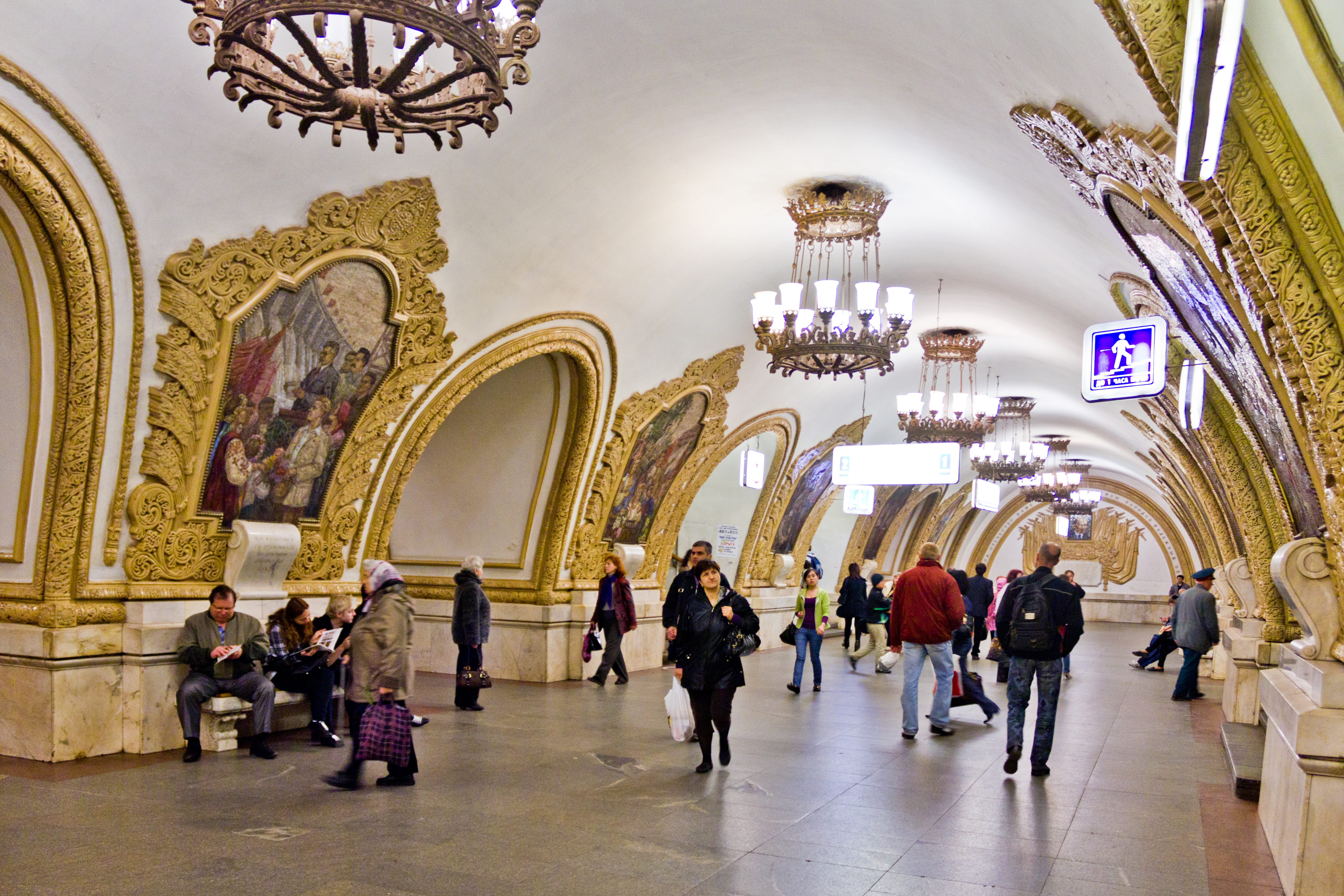
Kijevskaja z roku 1954

Nejprve byl otevřen úsek linky 1 mezi stanicemi Sokolniki a Park Kultury, a to již 15. května 1935 (první jízda celou tratí se konala již 6. února). Slavnostního otevření se účastnil nejen Stalin, ale také umělci, jako například Viktor Treťjakov nebo Bertolt Brecht. Následné prodloužení přes řeku Moskvu do stanice Kijevskaja bylo zprovozněno v dubnu 1937. Propojil se tak severovýchod a jihozápad města. Stanice na těchto prvních úsecích metra však ještě nepatří mezi ty, které jsou typicky a bohatě zdobené; architekti se tehdy spíše inspirovali ostatními podzemními drahami v Evropě, hlavně Londýnem.
V roce 1938 byla otevřena i část linky dnes označované jako tmavě modrá – Arbatsko–Pokrovské. V září téhož roku přibyla i linka 2 (Zamoskvoreckaja), a to v úseku mezi stanicemi Sokol a Těatralnaja. Architektura těchto stanic byla založena na stylu socialistického realismu s prvky Art deco, zřetelný již byl postup směrem k bohaté stalinistické výzdobě podzemních prostor. Tato linka již vznikla s ohledem na možnost dobudování dalších stanic za provozu; takto byla například dobudována Tvěrskaja v 70. letech.

### 1941–1943: Metro ve válečné době
Ve 40. letech běžely stavební práce na nových úsecích i linkách v plném proudu; zastavila je ale válka a postup fronty stále hlouběji do vnitrozemí SSSR. Krátce poté, co začalo metropoli hrozit nebezpečí, byly do stanic metra umístěny některé úřady a instituce; například do Kirovské byla umístěna část generálního štábu Rudé armády. Některé stanice byly takto veřejnosti uzavřeny zcela; vlaky v nich nezastavovaly a jejich nástupiště oddělily provizorní stěny. Též se budovaly hermetické uzávěry a zdokonalován byl celý ochranný systém metra. Moskva byla několikrát bombardována (poprvé 22. června 1941) a civilní obyvatelstvo se v metru muselo ukrýt; zaměstnanci metra organizovali evakuace Moskvanů. Po odražení útoku a následném ústupu německých vojsk mohly práce v roce 1943 pokračovat.
Jako první byly otevřeny krátké úseky na lince 2 mezi stanicemi Těatralnaja a Avtozavodskaja na jejím jižním konci a na lince 3 pak úsek Partizanskaja–Kurskaja. Dříve oblíbené válečné motivy vystřídala tematika budování komunistické společnosti.

### 1943–1959: Poválečná doba
Po dokončení již zmíněných úseků se rozběhly stavební práce na nové trase, která se měla v budoucnosti stát okružní, na lince Kolcevaja. První její úsek vedl pod ulicí vedoucí po okruhu centra staré Moskvy (Sadovoje kolco). Avšak později se plány celé trasy změnily, a tak její poslední dobudované části vedou až 1,5 km od této okružní třídy. Do roku 1954 byl celý okruh po celkem třech etapách dokončen. Stanice na této lince lze považovat za vrchol honosnosti v moskevském metru.
Další úseky, v této době rozestavěné, byly s ohledem na nebezpečí jaderné války budovány velmi hluboko, aby v případě nebezpečí mohly posloužit jako protiatomové kryty pro ochranu civilního obyvatelstva. Ke konci 50. let dochází spolu s koncem stalinismu i ke změně architektury stanic. Bohatě zdobené prostory byly vystřídány spartánsky vyhlížejícími stanicemi se strohými liniemi. Počínaje rokem 1957 je zaváděna rádiová komunikace do souprav; ve všech vlacích jsou tak rádia instalována do roku 1965.

### 1959–1991: Metro získává dominantní postavení

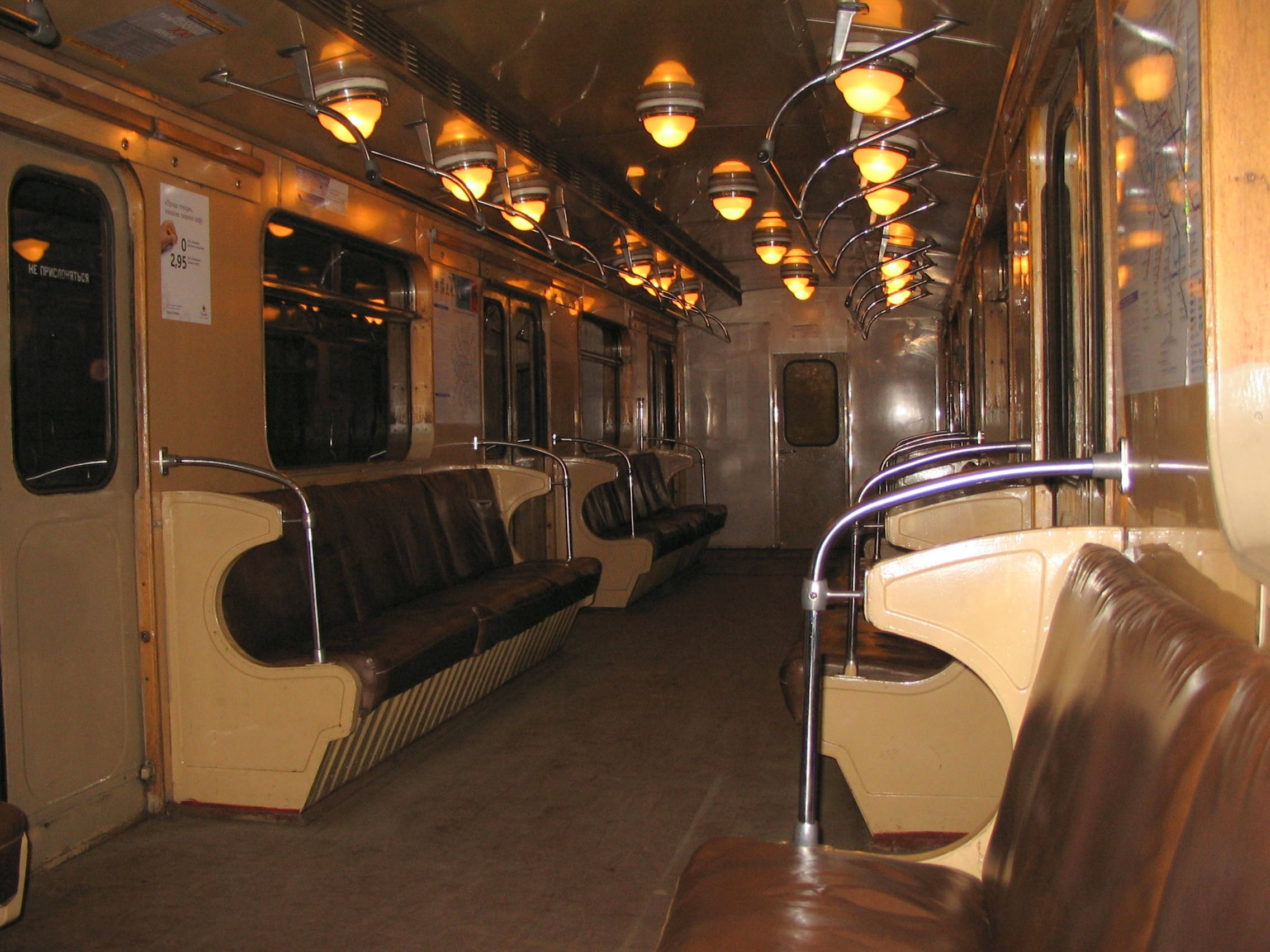
V 70. letech se objevily vozy metra typu Ež

V tomto období je metro stále rozšiřováno, přibývají nové linky (7, 8, 9) a od konce 70. let se objevují i jednolodní stanice bez sloupů či jakýchkoli podpěr. Moskevská technologie výstavby metra se šíří do ostatních měst SSSR a východního bloku. Nasazovány jsou stále delší vlaky (až soupravy s osmi vozy), roku 1978 se objevují dodnes známé a rozšířené soupravy typu 81-71, poprvé jsou tak soupravy rozdělené na čelní a vložené vozy. Metro začíná mít stále významnější roli, vytlačuje postupně tramvajovou povrchovou dopravu (ta se pod jeho vlivem rozpadá v letech 1957–1962 a po 1973 na dvě oddělené sítě). Podzemní dráha zajišťuje důležitá spojení obrovských panelových sídlišť s centrem města.
Právě v oblasti sídlišť se začíná prosazovat tzv. jednotný koncept na stanici metra, podle něhož vzniklo mnoho stanic mezi 60. a 90. lety. Jedná se o stanice s ostrovním nástupištěm, hloubené a podpírané dvěma řadami sloupů. Unifikace a velmi jednoduché architektonické ztvárnění těchto stanic přispělo k velkému snížení nákladů při budování podzemní dráhy.
V roce 1985 byla v jižní části města otevřena stanice Pražskaja v rámci tehdejšího takzvaného Československo-sovětského přátelství (v Praze naopak existovala stanice Moskevská, od roku 1990 však nese název Anděl). Podobně vznikly i stanice Bratislavskaja a Varšavskaja.
V souvislosti s politickými změnami v zemi byly 5. listopadu 1990 přejmenovány některé stanice, které měly názvy silně ideologického charakteru (těchto stanic je v celé síti metra sice více, název se změnil jen u části z nich). Jednalo se o tyto stanice a dvě linky:
- Kirovskaja → Čistyje Prudy
- Dzeržinskaja → Lubjanka
- Ploščaď Nogina → Kitaj-gorod
- Prospekt Marksa → Ochotnyj rjad
- Ploščaď Sverdlova → Těatralnaja
- Gorkovskaja → Tvěrskaja
- Kalininskaja → Aleksandrovskij sad
- Kolchoznaja → Sucharjevskaja
- Ščerbakovskaja → Aleksejevskaja
- Lenino → Caricyno

- Kirovsko-Frunzenskaja linija → Sokolničeskaja
- Gorkovsko-Zamoskvoreckaja linija → Zamoskvoreckaja

Tyto změny se dotkly pouze nejstarších stanic, jejichž názvy byly stanoveny ve stalinistickém období. Některé novější, jako například Marksistskaja či Leninskij prospekt přejmenovány nebyly, přestože se objevily mnohé návrhy nových názvů (plány na přejmenování většího počtu stanic neuspěly, patrně kvůli zažitosti starých komunistických názvů).

### 1991–2000: Po rozpadu SSSR

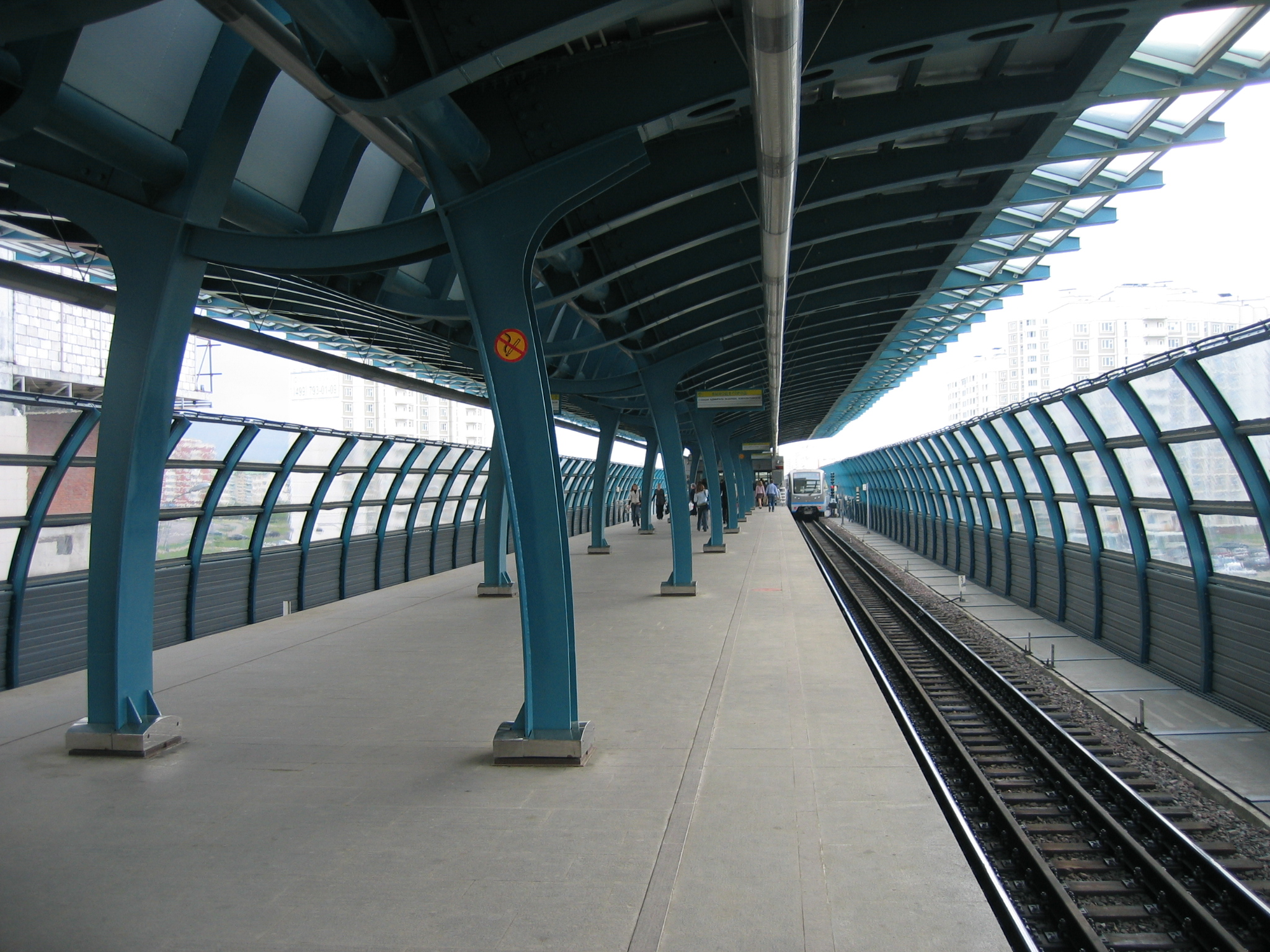
Jednou z nejnovějších linek metra je Butovskaja, konstruovaná jako lehké metro. Otevřena byla v roce 2003 a je vedena po nadzemním viaduktu.

Rozpad SSSR v roce 1991 a přechod od budování socialismu k kapitalistické společnosti způsobil v nově vzniklém Rusku změnu pohledu a přehodnocení přísunu finančních prostředků na rozvoj moskevského metra. V roce 1995 byla sice otevřena již desátá linka, nebyla však zcela dokončena a tempo výstavby se neustále zpomalovalo – některé její úseky (severní a přes centrum města) jsou stále rozestavěné; buď byly zakonzervovány, nebo se při pokračujícím velmi pomalém tempu výstavby oddaluje jejich datum otevření. Vozový park zastarával (poslední velká změna bylo vyřazení souprav typu D v roce 1995) a ještě dnes se skládá z vozů podobných typu Ečs (jedná se o typ E).

### 2000–2023: Současná doba
V současnosti se na předměstích a sídlištích budují nové trasy lehkého metra, které jsou označovány písmeny (L1, L2 atd.), objevil se také monorail. Byl rekonstruován železniční Moskevský centrální okruh, který funguje jako součást systému metra. Nyní je ve výstavbě Třetí přestupní okruh jehož součástí se stane linka Kachovskaja. Prvního úsek Třetího přestupního okruhu Dělovoj centr - Petrovskij park byl zprovozněn dne 26. března 2018. V roce 2019 byla otevřena zcela nová linka s číslem 15 a názvem Někrasovskaja.
Ohledně financování nových traťových úseků se situace dnes již v porovnání s 90. lety zásadně zlepšila, a proto je většina sítě metra v podstatě již dobudována a do velké míry již odpovídá velkolepým projektům z konce 40. let.

## Vozový park
Vozový park Moskevského metra tvoří stovky vozů metra různých typů vypravovaných z celkem patnácti dep. V současné době jsou provozovány různé typy.

### Typy souprav

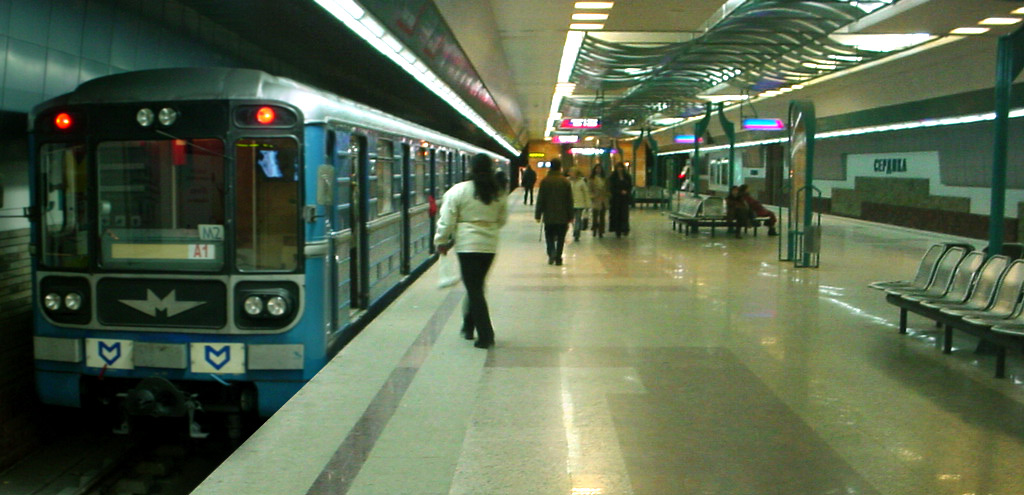
V 70. a 80. letech se objevily soupravy metra typu 81-71

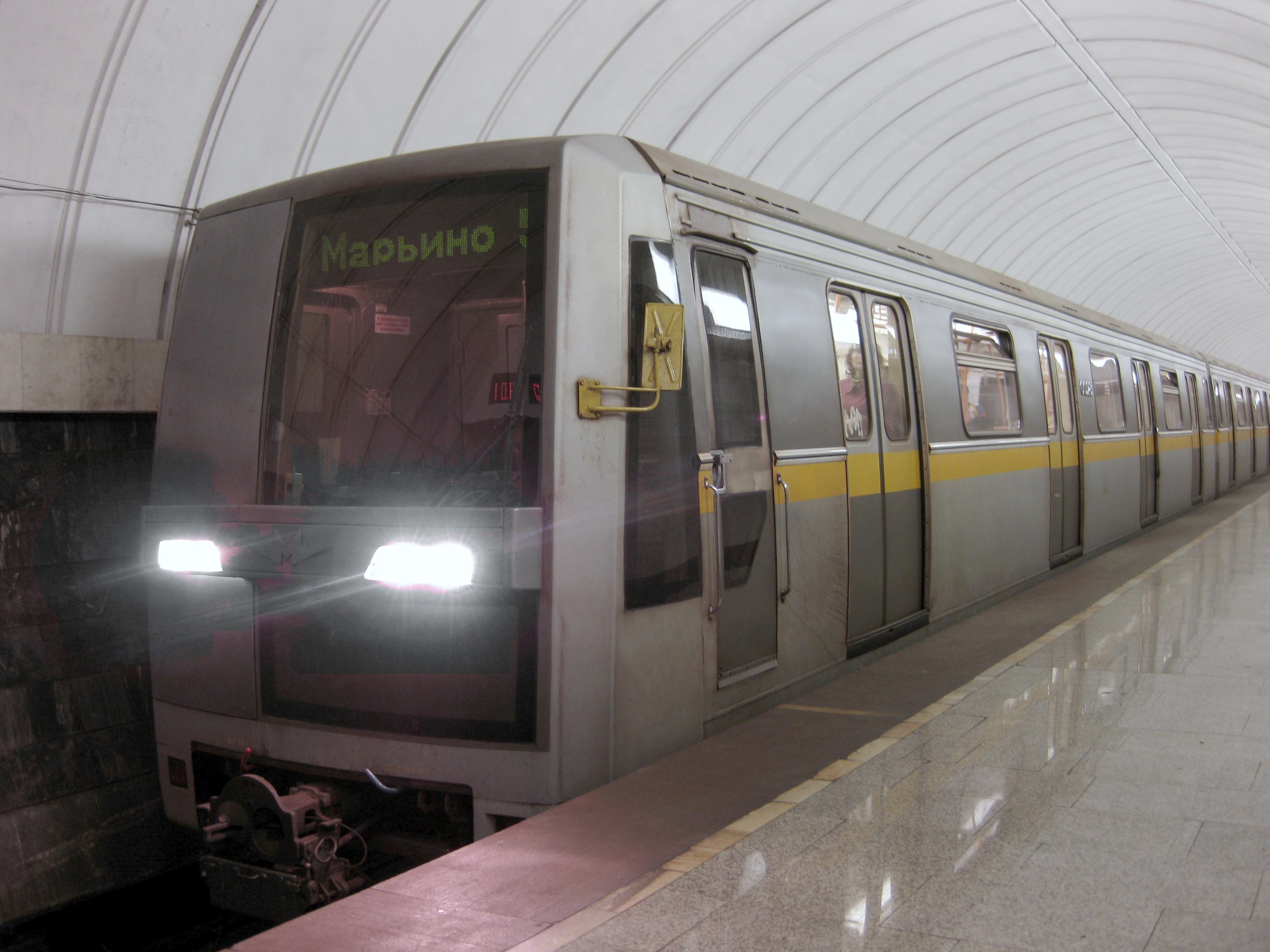
Na konci 90. let začaly jezdit soupravy metra typu 81-720 (Jauza)

Nejstarší vozy jsou typu E (jedná se o pravzor použitý pro modifikace nejstarších vozů metra v zemích východní Evropy, například v ČSSR Ečs). Ty existují v několika modifikacích (Ež, Ež1, Ež3, Em508, Em509, Em508t), obsluhovaly nejstarší linku Sokolničeskou a postupně je nahradily relativně novější a modernizované 81-717/714M z 90. let 20. století. Na dalších linkách byly tyto soupravy modernizovány ještě v nedávných dobách; odstranily se postupně kabiny řidiče ve vložených vozech. Roku 2006 jezdily již soupravy typu E jen na Filjovské lince; jejich průměrné stáří se pohybuje mezi třiceti a čtyřiceti lety.
Novější a již zmíněné pak jsou velmi rozšířené a známé soupravy série 81-71 (modifikace 81-717/714, 81-717.5/714.5 a 81-717.5M/714.5M). Provozovány jsou na vytížených starých linkách.
Nejmodernější vozy jsou pak ty z konce 90. let minulého století, jedná se o série 81-720 a 81-721, známé také pod názvem Jauza. Provozovány jsou na Ljublinské lince.
Na linkách Butovskaja a Filjovskaja (hlavně na větvi mini-metro; plánováno je též nasazení na další linky, mezi něž patří například třetí – Arbatsko-Pokrovskaja) jsou používané soupravy zcela jiné koncepce, jedná se o čtyřvozové vlaky typu Rusič (vlaky koncipované pro lehké metro). Nástupiště stanic na Butovské lince (která byla, stejně jako nejnovější mini-metro, již konstruována právě jako metro lehké) jsou dlouhá 96 m. Rusiče jsou zcela nejmodernějším typem souprav Moskevského metra.

### Délka souprav
Vozy jsou spolu spojené v soupravách. Ty mohou být až osmivozové (linky 2, 6, 7, 8, 9 a 10), někde pak sedmivozové (linky 1, 3 а 5), a nejkratší šestivozové (linky 4 a 11). Každý z vozů je dlouhý 19,6 m, jsou obousměrné a čtyřdveřové. Nástupiště všech stanic je až na některé výjimky 155 m dlouhé; tak je zde možné zastavit vlak o délce osmi vozů. V prvních fázích existence Moskevského metra však jezdily soupravy pouze čtyřvozové; další vozy byly přidávány postupně, když začínal být systém stále vytíženější. Osmivozové soupravy se začaly nasazovat do provozu na začátku 80. let. V roce 1989 se plánovalo výhledově nasazení i desetivozových souprav, a to v horizontu roku 2010; z tohoto projektu však nakonec sešlo (počítalo se s tím na nových linkách, včetně zamýšlené druhé okružní).

## Hlášení zastávek
Všechny stanice v moskevském metru jsou hlášeny podobně jako například v madridském metru. Pro cestující, kteří jedou do centra města, hlásí stanice mužský a pro ty, kdo jedou z města ven, ženský hlas. Podobně je tomu tak i na okružní lince 5 – mužský hlas oznamuje stanice pasažérům jedoucím ve směru podle hodinových ručiček, ženský v opačném.
Informace o stanicích bývá ohlášena v následujícím tvaru (při odjezdu): rusky острожно двери закрываются – Следующая станция <název stanice> (v překladu: Pozor dveře se zavírají – příští stanice <název stanice>), při příjezdu je pak ohlášen pouze název stanice (ve vytížených stanicích pak přibývá ještě druhá věta: rusky Уважаемые пассажиры, при выходе из поезда не забывайте свои вещи (Vážení cestující, nezapomeňte si při výstupu z vlaku svoje věci). K tomu v těch, kde je možné přestoupit přibývá oznámení o možném přestupu, například v tomto tvaru: rusky Станция "Киевская". Переход на Арбатско-Покровскую и Кольцевую линии. Уважаемые пассажиры, при выходе из поезда не забывайте свои вещи" (v překladu: Stanice Kijevskaja. Přestup na Arbatsko-Pokrovskou a Kolcevskou linku. Vážení cestující, nezapomeňte si při výstupu z vlaku svoje věci).

## Metro 2
Dle informací Jurije Zajceva existuje kromě veřejné sítě metra ještě jedna, která je hlouběji založena a slouží pro vojenské účely a účely evakuace. KGB pro tento systém používá krycí název D6, obecně se síť označuje jako Metro 2. Podle některých zdrojů délka této tajné sítě může překračovat i tu u veřejné části. Teoreticky by mohla být postavena v dobách SSSR pro případ amerického útoku. Její hlavní tratě jsou jednokolejné a spojují Kreml a další důležitá místa. Metro 2 má mít čtyři linky. Systém Metra 2 je jednokolejný, bez ventilačních šachet.

### Linka 1
Do provozu uvedena v roce 1967, ačkoliv se předpokládá, že některé její části byly spuštěny dříve. Délka linky je cca 27 km, má celkem devět stanic:
- Kreml
- Biblioteka imeni Lenina (podle některých spekulací jde o stejnou stanici jako Kreml)
- žlutý dům s věží na Smolenském náměstí
- bývalá rezidence ruského prezidenta na Vorobjových horách
- akademie FSB vedle vjezdu do olympijské vesnice
- akademie Generálního štábu
- nouzová stanice v Solncevu
- vládní letiště Vnukovo-2

### Linka 2

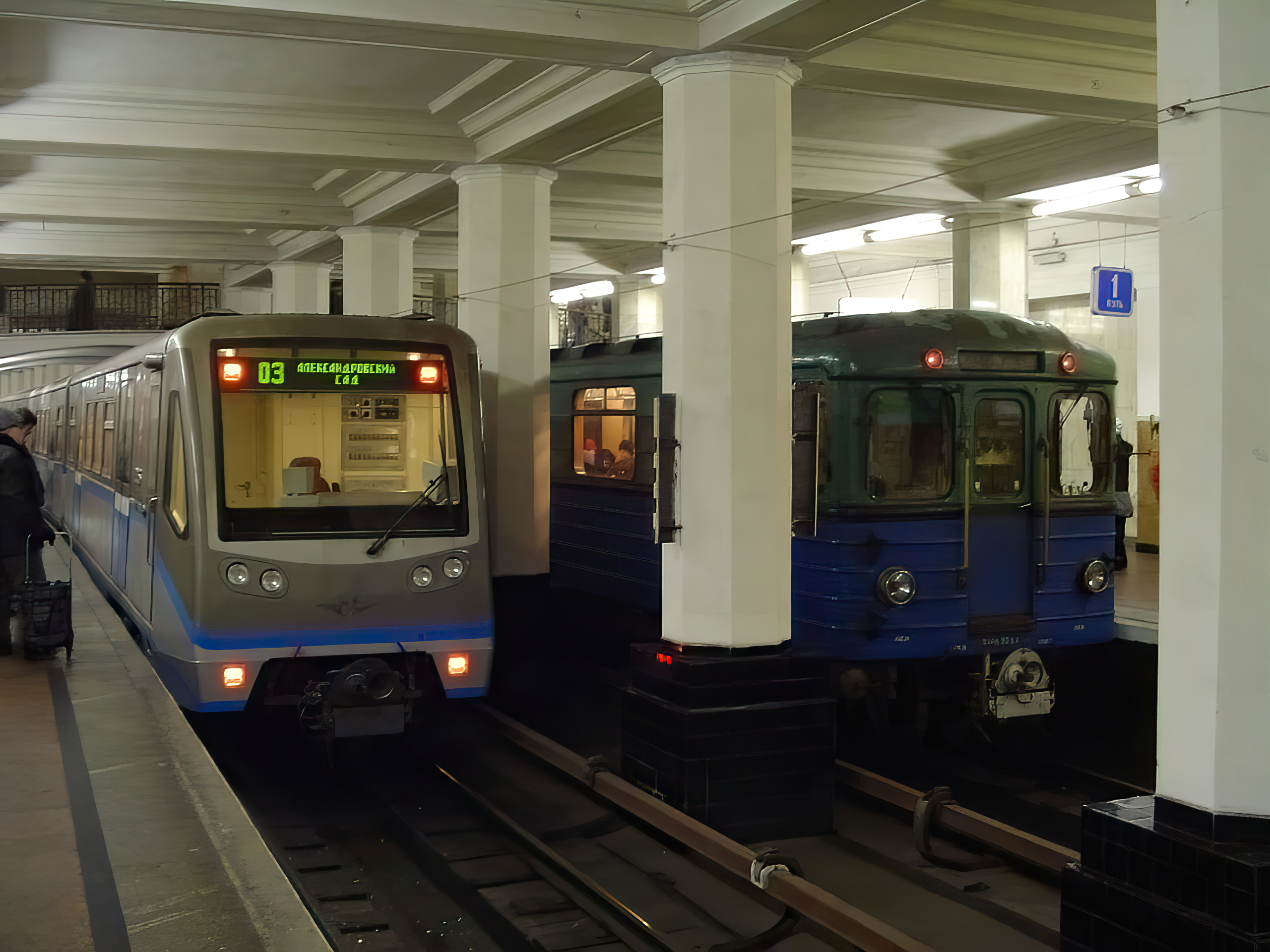
Setkání vozů metra dvou generací – nejmodernější typ Rusič (vlevo) a nejstarší typ E

Tato linka měla být do provozu uvedena počátkem roku 1987, její celková délka má činit cca 60 km. Vede paralelně s Varšavským šosse ve směru k záložnímu velitelství „Bor“. Ze stanic je známa pouze jedna předpokládaná zakonzervovaná, dostupná ze stanice Treťjakovskaja Kalininské linky.

### Linka 3
Linka 3 měla být do provozu uvedena souběžně s Linkou 2, její celková délka činí cca 25 km. Směrována je od Kremlu ke štábu PVO Moskevského okruhu na Mjasnické ulici a dále paralelně se Šosse Entuziastov přes Izmajlovský park ve směru vsi Zarja Balašichinského rajónu.

### Linka 4
Informace o lince 4 jsou sporné, její financování bylo založeno do rozpočtu Ruské federace v roce 1997, nicméně o čerpání nejsou doložitelné zprávy.

## Bezpečnost

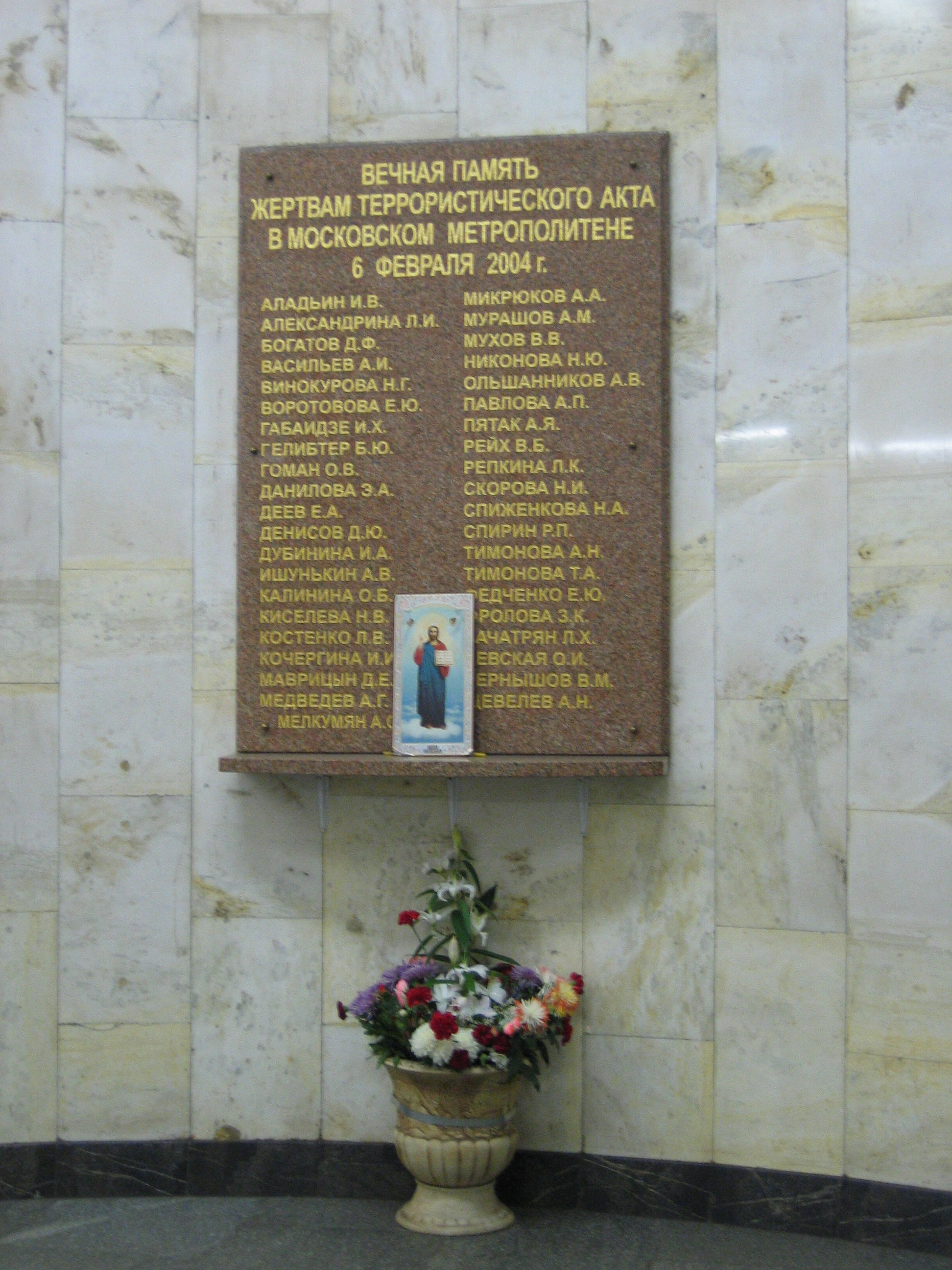
Památník obětem teroristického útoku u stanice Avtozavodskaja z 6. února 2004

K prvnímu teroristickému útoku v síti moskevského metra došlo 8. ledna 1977, když nastražená bomba zničila vlak projíždějící mezi stanicemi Izmajlovskaja a Pervomajskaja. Zahynulo sedm lidí a dalších 33 bylo zraněno. Z útoku byli později obviněni tři arménští separatisté (Stěpan Zatikjan, Akop Stěpanjan a Zaven Bagdasarjan), kteří byli následně odsouzeni k smrti a v roce 1979 popraveni zastřelením.
Metro se v 90. letech stalo také několikrát cílem teroristů, převážně sebevražedných atentátníků, kterým bývá přisuzována spojitost s čečenskými separatisty. K nejzávažnějšímu útoku došlo v tunelu u stanice Avtozavodskaja, kde bylo 6. února 2004 explozí zabito 41 lidí a dalších 120 zraněno. Rodiny pozůstalých byly odškodněny. Podle vyšetřování byl útočníkem islámský militant z Karačajsko-čerkeské oblasti.
V současné době metro hlídají milicionáři, kteří kontrolují cestující a hledají možné výbušniny. Mnoho stanic bylo v koncových segmentech bočních lodí vybaveno speciálními tlustostěnnými uzavíratelnými válci pro izolaci podezřelých předmětů, proud cestujících je směrován uzavřením části mezilodních průchodů ocelovým zábradlím.
Dne 16. ledna 2007 byl na území celého Ruska vyhlášen poplach; obavy z teroristických činů v pozemní dopravě a v podzemních drahách, které jsou jeho hlavním důvodem, se dotkly i fungování Moskevského metra. Byl vypnut systém pokrytí stanic telefonním signálem GSM, kontroly vlaků i stanic se zvýšily a zpřísnily, sdělovací prostředky vyzývaly Moskvany k obezřetnosti.
Dne 29. března 2010 byl spáchán teroristický útok na lince Sokolničeskaja ve stanicích Lubjanka a Park Kultury. Atentát byl spáchán v ranní špičce v 7:57 a 8:37 místního času a k atentátu byla použita výbušnina hexogen. Zemřelo 40 lidí a 102 lidí bylo zraněno. K odpovědnosti za bombové útoky se později přihlásil Kavkazský emirát.
15. července 2014 došlo k vykolejení vlakové soupravy mezi stanicemi Slavjanskij bulvar a Park Pobědy Arbatsko-Pokrovské linky. Zemřelo 23 lidí, zraněno bylo více než 160, z toho asi 50 těžce. Podle vyšetřování byl incident způsoben nesprávnou manipulací s nedávno instalovaným železničním přepínačem, šéf Moskevského metra byl propuštěn a dva železniční technici odpovědní za dohled nad přepínačem byli zatčeni.

## V populární kultuře
Spisovatel a novinář Dmitrij Gluchovskij zasadil do prostředí moskevského metra dějiště svého postapokalyptické románové trilogie Metro. Na námět této trilogie vznikly tři hry od herního studia 4A Games.

#### České
- Plán Moskevského metra
- DOLEJŠÍ, Milan; SVITÁK, Matěj. Palác proletariátu pod Moskvou slaví narozeniny. Po stovkách kilometrů vozí miliony lidí. ČT24 [online]. 2020-05-15 [cit. 2020-05-15]. Dostupné online.
- Krátký článek o moskevském metru
- O toulavých psech v moskevském metru[nedostupný zdroj]
- Fotogalerie Moskevského metra
- Luxus pod zemí. Prohlédněte si úchvatné stanice metra v Moskvě

#### Anglické
- Informace na stránkách Urban Rail
- Muzeum metra v Moskvě
- Krátký článek o metru v Moskvě
- Satelitní mapa Moskvy s dokreslenými stanicemi metra včetně linek a podzemních chodeb

#### Rakouské
- Der Bau der zweiten Linie der Moskauer Untergrundbahn. Von Ing. Adolf Spitz, ausl. Ingenieur beim Bau der Moskauer Untergrundbahn. ÖNB-ANNO - Zeitschrift des österreichischen Ingenieur-Vereines, Heft 17/18, Mai 1936 [online]. [cit. 2020-11-21]. Dostupné online.

#### Ruské
- www.mosmetro.ru Archivováno 3. 10. 2020 na Wayback Machine. – oficiální stránky
- Web zaměřený pouze na metro v Moskvě. Obsahuje popis a fotografie každé stanice sítě
  - Stránky o projektu Metro 2 Artemije Lebeděva a Jurije Zajceva
- Detailní stránky o Moskevském metru
- Stránka s popisem každé stanice a fotografiemi
- Schematické znázornění všech tratí metra i s manipulačními kolejemi
- Rozsáhlá fotogalerie
- Stránka s detailním popisem každé linky, některých stanic a různými materiály
  - Fotografie a informace o síti Metro 2